# Nyctiprogne
Nyctiprogne – rodzaj ptaków z podrodziny lelków (Caprimulginae) w obrębie rodziny lelkowatych (Caprimulgidae).

## Zasięg występowania
Rodzaj obejmuje gatunki występujące w Ameryce Południowej.

## Morfologia
Długość ciała 16–20 cm, masa ciała samic 23–26 g, samców 23–24 g.

## Systematyka

### Etymologia
- Nyctiprogne: gr. νυκτι- nukti- „nocny”, od νυξ nux, νυκτος nuktos „noc”; łac. progne lub procne „jaskółka”, od Prokne, postaci z greckiej mitologii, która została zmieniona w jaskółkę (zob. Progne)[5].
- Podochaetes: gr. πους pous, ποδος podos „stopa”; χαιτη khaitē „włosy”[6]. Gatunek typowy: Caprimulgus leucopygus von Spix, 1825.

### Podział systematyczny
Do rodzaju należą następujące gatunki:
- Nyctiprogne leucopyga (von Spix, 1825) – lelkowiec amazoński
- Nyctiprogne minuta (Bonaparte, 1850) – lelkowiec brunatny
- Nyctiprogne vielliardi Friedmann, 1945 – lelkowiec kasztanowaty